# SB 3c
Die Dampflokomotivreihe SB 3c war eine Tenderlokomotivreihe der Südbahngesellschaft (SB), einer privaten Bahngesellschaft Österreich-Ungarns.
Die beiden zweifach gekuppelte Tenderlokomotiven beschaffte die SB 1888 bei der Lokomotivfabrik der StEG.
Sie wurden auf der Tauferer Bahn eingesetzt und kamen 1918 nach Italien, wo sie bei der FS die Reihennummer 802 erhielten.
Sie wurden 1923 und 1925 ausgemustert.